# رفض المحلول الملحي
رفض المحلول الملحي هو عملية تحدث أثناء تكون الجليد البحري حيث يتم دفع الملح من تكوين الجليد في مناطق مياه البحر المحيطة مكونًا أجاج أكثر ملوحة وكثافة.

## التكوين
عندما تصل المياه إلى درجة الحرارة حيث تبدأ في التبلور وتكوين الجليد، يتم رفض أيونات الملح من الشبكة الداخلية للجليد وإما إجبارها على الخروج إلى المياه المحيطة أو محاصرتها بين بلورات الثلج في جيوب تعرف بخلايا المحلول الملحي. وكلما زادت سرعة عملية التجمد، زادت خلايا المحلول الملحي في الجليد. ومن ثم، تُكون بقايا خلايا المحلول الملحي طبقة مسامية - طبقة طرية - يتمركز فيها السائل المحيط بالقرب من بلورات الجليد الصلبة النقية. وبمجرد وصول الطبقة الطرية إلى السمك المطلوب الذي يبلغ 15 سم، يبدأ تركيز الأيونات الملحية في السائل المحيط في الزيادة، حيث تبدأ بقايا السائل في ترك خلايا المحلول الملحي. ترتبط هذه الزيادة بظهور أعمدة الحمل الحراري القوية، التي تتدفق من القنوات الداخلية للجليد وتقوم بحمل التدفق الملحي الضخم. ويتم استبدال المحلول الملحي المأخوذ من الطبقة الطرية بتدفق ضعيف من المياه العذبة نسبيًا، من المنطقة السائلة أسفلها. لذا، تتجمد المياه المتجددة بصورة جزئية داخل مسام الطبقة الطرية مما يزيد من صلابة الجليد.
عندما يهرم جليد البحر، تتم تحلية مياه إلى درجة أن بعض الجليد الذي يبلغ عمره عدة سنوات تكون به نسبة ملوحة أقل من 1 من وحدة الملوحة العملية. ويحدث ذلك بثلاثة طرق مختلفة:
- انتشار المذاب - يعتمد هذا على حقيقة أن تضمنات المحلول الملحي المحصورة في الجليد ستبدأ في الرحيل نحو النهاية الدافئة للكتلة الجليدية. حيث تكون الكتلة الجليدية أكثر دفئًا في السطح البيني المثلج، الأمر الذي يدفع المحلول الملحي للخروج إلى المياه التي تحيط بالجليد.[4]
- التجفيف بفعل الجاذبية  - يشمل التجفيف بفعل الجاذبية حركة المحلول الملحي بسبب الاختلافات في الكثافة بين المحلول الملحي في الجزء الداخلي للجليد والمحلول الملحي في مياه البحر خارج الجليد، والتي تحدث نتيجة لتطور نظام الحمل الحراري الذي يدفعه الطفو.[2]
- الطرد - هو هجرة المحلول الملحي نتيجة التصدع الناتج عن التمدد الحراري للجليد أو الضغط الناتج عن زيادة حجم الجليد المكون حديثًا.[4]

## تأثير رفض المحلول الملحي
يحتوى تصريف المحلول الملحي على تأثير مسيطر على الخواص الميكانيكية والبيولوجية والنقل، ومن ثم يؤثر على بيئة المحيطات القطبية. يتسبب غور المياه المالحة الأكثر كثافة من تكوين جليد البحر في ارتفاع مياه القاع العميقة إلى السطح وتساعد في وجود تيارات المحيط العميقة التي تساعد بدورها في دفع دورة حرارية ملحية. ويعد رفض المحلول الملحي هو الآلية المسيطرة على تكوين المياه العميقة ومياه القاع في المنطقة القطبية الجنوبية ولتكوين جزء كثيف لطبقة المياه الوسطية بالمحيط الهادئ الشمالي، وهي العملية المركزية لإحداث تغييرات في الكتل المائية في منطقة القطب الشمالي.
ووفقًا لبعض الفرضيات، تُصب كتل المياه المالحة الناجمة عن رفض المحلول الملحي في أحواض المحيطات العميقة، مما تؤدي إلى التقسيم الطبقي الذي يعيق الكميات الكبيرة لثاني أكسيد الكربون في المحيطات العميقة. ولأن هذه المياه قادرة على احتواء كمية كبيرة من غاز ثاني أكسيد الكربون، فتساعد على إبطاء عملية تغير المناخ.
قد يكون لتغير المناخ تأثيرات مختلفة على ذوبان الجليد ورفض المحلول الملحي. وقد اقترحت الدراسات السابقة أنه عندما يقل سمك الغطاء الجليدي، يصبح عازلاً أكثر ضعفًا، مما يؤدي إلى إنتاج الجليد بصورة أكبر خلال فصلي الخريف والشتاء. وستؤدي الزيادة الناتجة عن رفض المحلول الملحي في فصل الشتاء إلى تهوية المحيط ودعم تدفق مياه المحيط الأطلسي الدافئة. وقد أشارات الدراسات التي أُجريت حول العصر الجليدي (العصر الجليدي) إلى أن الانخفاض الحاد في إنتاج الجليد البحري، ومن ثم الحد من رفض المحلول الملحي، من شأنه أن يؤدي إلى إضعاف طبقات المحيطات العميقة على مستوى العالم وإطلاق غاز ثاني أكسيد الكربون في المحيطات الضحلة والغلاف الجوي، مما يثير ذوبان الجليد على مستوى العالم.

## الحياة في قنوات رفض المحلول الملحي والمياه المحيطة
إن الحياة في الجليد البحري صعبة وتضع حدودًا على أي مستوى تنظيمي هرمي وعضوي، بداية من الجزيئات إلى كل ما يفعله الكائن الحي  وبصرف النظر عن هذه الحقيقة، فإن الفجوات والجيوب التي تحتوي على المحلول الملحي في الجليد البحري يعيش بها مجموعة متنوعة من الكائنات الحية، بما في ذلك البكتيريا والكائنات ذاتية التغذية والطلائعيات غيرية التغذية والطحالب الدقيقة والتوالاني.